# Tênis em cadeira de rodas nos Jogos Paralímpicos de Verão de 2012 - Duplas femininas
A competição de duplas femininas do tênis em cadeira de rodas nos Jogos Paralímpicos de Verão de 2012 foi disputada entre os dias 3 e 8 de setembro no Eton Manor, em Londres.

## Medalhistas
| Ouro   | NED Marjolein Buis / Esther Vergeer  |
| Prata  | NED Jiske Griffioen / Aniek van Koot |
| Bronze | GBR Lucy Shuker / Jordanne Whiley    |

## Calendário
| Setembro | 3                | 4                | 5 | 6          | 7              | 8     |
| -------- | ---------------- | ---------------- | - | ---------- | -------------- | ----- |
| Fase     | Oitavas de final | Quartas de final | — | Semifinais | Terceiro lugar | Final |

## Cabeças de chave
| 1. NED Marjolein Buis / Esther Vergeer (Medalhistas de ouro) 2. GBR Lucy Shuker / Jordanne Whiley (Medalhistas de bronze) | 1. NED Jiske Griffioen / Aniek van Koot (Medalhistas de prata) 2. JPN Kanako Domori / Yui Kamiji (Quartas de final) |

## Resultados

### Seção 1
| Oitavas de final | Oitavas de final                            | Oitavas de final | Oitavas de final | Oitavas de final |  |  | Quartas de final | Quartas de final                            | Quartas de final | Quartas de final | Quartas de final |  |  | Semifinais | Semifinais                           | Semifinais | Semifinais | Semifinais |
|                  |                                             |                  |                  |                  |  |  |                  |                                             |                  |                  |                  |  |  |            |                                      |            |            |            |
|                  |                                             |                  |                  |                  |  |  |                  |                                             |                  |                  |                  |  |  |            |                                      |            |            |            |
|                  |                                             |                  |                  |                  |  |  | 1                | NED M Buis NED E Vergeer                    | 6                | 6                |                  |  |  |            |                                      |            |            |            |
|                  | COL A Bernal Villalobos COL J Martínez Vega | 6                | 6                | 7                |  |  |                  | COL A Bernal Villalobos COL J Martínez Vega | 0                | 1                |                  |  |  |            |                                      |            |            |            |
|                  | CHI F Mardones CHI MA Ortiz                 | 7                | 4                | 5                |  |  |                  |                                             |                  |                  |                  |  |  | 1          | NED M Buis NED E Vergeer             | 6          | 6          |            |
|                  |                                             |                  |                  |                  |  |  |                  |                                             |                  |                  |                  |  |  |            | THA S Khanthasit THA R Techamaneewat | 0          | 1          |            |
|                  |                                             |                  |                  |                  |  |  | 4                | JPN K Domori JPN Y Kamiji                   | 6                | 6                |                  |  |  |            |                                      |            |            |            |
|                  | AUS D Di Toro AUS J Manns                   | 4                | 0                |                  |  |  |                  | THA S Khanthasit THA R Techamaneewat        | 7                | 7                |                  |  |  |            |                                      |            |            |            |
|                  | THA S Khanthasit THA R Techamaneewat        | 6                | 6                |                  |  |  |                  |                                             |                  |                  |                  |  |  |            |                                      |            |            |            |

### Seção 2
| Oitavas de final | Oitavas de final                      | Oitavas de final | Oitavas de final | Oitavas de final |  |  | Quartas de final | Quartas de final               | Quartas de final | Quartas de final | Quartas de final |  |  | Semifinais | Semifinais                     | Semifinais | Semifinais | Semifinais |
|                  |                                       |                  |                  |                  |  |  |                  |                                |                  |                  |                  |  |  |            |                                |            |            |            |
|                  | USA E Kaiser USA M Soldan             | 7                | 2                | 5                |  |  |                  |                                |                  |                  |                  |  |  |            |                                |            |            |            |
|                  | GER S Ellerbrock GER K Kruger         | 5                | 6                | 7                |  |  |                  | GER S Ellerbrock GER K Kruger  | 3                | 3                |                  |  |  |            |                                |            |            |            |
|                  |                                       |                  |                  |                  |  |  | 3                | GBR L Shuker GBR J Whiley      | 6                | 6                |                  |  |  |            |                                |            |            |            |
|                  |                                       |                  |                  |                  |  |  |                  |                                |                  |                  |                  |  |  | 3          | GBR L Shuker GBR J Whiley      | 4          | 3          |            |
|                  | ESP E Jacinto Velez ESP L Ochoa Ribes | 1                | 5                |                  |  |  |                  |                                |                  |                  |                  |  |  | 2          | NED J Griffioen NED A van Koot | 6          | 6          |            |
|                  | KOR MH Hwang KOR JY Park              | 6                | 7                |                  |  |  |                  | KOR MH Hwang KOR JY Park       | 0                | 2                |                  |  |  |            |                                |            |            |            |
|                  |                                       |                  |                  |                  |  |  | 2                | NED J Griffioen NED A van Koot | 6                | 6                |                  |  |  |            |                                |            |            |            |
|                  |                                       |                  |                  |                  |  |  |                  |                                |                  |                  |                  |  |  |            |                                |            |            |            |

### Finais
|  | Semifinais | Semifinais                                      | Semifinais                             | Semifinais | Semifinais |                                       |   | Final                                           | Final                               | Final               | Final               | Final               |
|  |            |                                                 |                                        |            |            |                                       |   |                                                 |                                     |                     |                     |                     |
|  | 1          | NED Marjolein Buis NED Esther Vergeer           | 6                                      | 6          |            |                                       |   |                                                 |                                     |                     |                     |                     |
|  |            | THA Sakhorn Khanthasit THA Ratana Techamaneewat | 0                                      | 1          |            |                                       |   |                                                 |                                     |                     |                     |                     |
|  |            | THA Sakhorn Khanthasit THA Ratana Techamaneewat | 0                                      | 1          | 1          | NED Marjolein Buis NED Esther Vergeer | 6 | 6                                               |                                     |                     |                     |                     |
|  |            |                                                 |                                        |            |            | NED Marjolein Buis NED Esther Vergeer | 6 | 6                                               |                                     |                     |                     |                     |
|  |            | 2                                               | NED Jiske Griffioen NED Aniek van Koot | 1          | 3          |                                       |   |                                                 |                                     |                     |                     |                     |
|  | 3          | 2                                               | NED Jiske Griffioen NED Aniek van Koot | 1          | 3          | GBR Lucy Shuker GBR Jordanne Whiley   | 4 | 3                                               |                                     |                     |                     |                     |
|  | 3          |                                                 |                                        |            |            | GBR Lucy Shuker GBR Jordanne Whiley   | 4 | 3                                               |                                     |                     |                     |                     |
|  | 2          | NED Jiske Griffioen NED Aniek van Koot          | 6                                      | 6          |            |                                       |   | Disputa pelo bronze                             | Disputa pelo bronze                 | Disputa pelo bronze | Disputa pelo bronze | Disputa pelo bronze |
|  |            |                                                 |                                        |            |            |                                       |   | THA Sakhorn Khanthasit THA Ratana Techamaneewat | 7                                   | 6                   | 3                   |                     |
|  |            |                                                 |                                        |            |            |                                       |   | 3                                               | GBR Lucy Shuker GBR Jordanne Whiley | 6                   | 7                   | 6                   |